# Tullu Moje
Der  Tullu Moje Berg ist ein Berg in Äthiopien.
Sein junger Bimssteinkegel hat einem Krater mit 700 m Durchmesser. Er befindet sich mitten in einem der am stärksten aktiven Teile des großen afrikanischen Grabenbruchs. Ein großer Lavastrom brach vor etwa zwei Jahrhunderten aus einem Riss in der Nähe aus. Weitere Risse hatten auch um 1900 Lavaströme erzeugt.  Diese sind auch für die prähistorischen Eruptionen verantwortlich. Die Nordseite des Kegels ist mit Obsidian bedeckt.
In einem Radius von 30 km um den Vulkan leben 546.291 Menschen.